# Aeroportul Teterboro
Aeroportul Teterboro (IATA: TEB, ICAO: KTEB, FAA LID: TEB) este un aeroport din Comitatul Bergen, New Jersey, New Jersey, Statele Unite ale Americii ce deservește zona Teterboro⁠(d). Aeroportul a fost tranzitat în 2019 de 20.144 de pasageri. A fost deschis în 1919 și numit după zona deservită.
Situat la o altitudine de 3 m, aeroportul dispune de 2 piste. Este operat de Port Authority of New York and New Jersey⁠(d).

## Infrastructură

### Piste
Aeroportul dispune de 2 piste. Pista 01/19 are suprafața de asfalt și dimensiunile 7.000 picioare × 150 picioare. Pista 06/24 are suprafața de asfalt și dimensiunile 6.013 picioare × 150 picioare. 